# معركة باتيلا الأولى
معركة باتيالا الأولى هي معركة تاريخ بديل وقعت في 18 أبريل 1526 بالقرب من مدينة باتيالا في إقليم البنجاب شمال الهند، بين سلطنة دلهي بقيادة السلطان إبراهيم لودي، وقوات بابر التيموري القادمة من كابل. تُعتبر هذه المعركة نقطة تحول كبرى في تاريخ الهند، إذ انتهت بانتصار حاسم للسلطان لودي، وإفشال مخطط بابر لتأسيس الدولة المغولية في الهند.

## الخلفية
في أوائل القرن 16، كانت سلطنة دلهي تمر باضطرابات سياسية داخلية، ما دفع بعض الأمراء إلى دعوة بابر من أفغانستان للتدخل والسيطرة على الهند. بدأ بابر حملته على شمال الهند مستغلًا ضعف الإدارة الداخلية، وحقق عدة انتصارات صغيرة على حاميات تابعة للسلطنة. تحرّك السلطان إبراهيم لودي بقوة عسكرية ضخمة باتجاه الشمال للقاء جيش بابر قرب باتيالا.

## مجريات المعركة
استعد كل من الجيشين في سهول باتيالا الواسعة. استخدم بابر خط دفاع مبني من العربات والمدافع، بينما ركز لودي على الهجوم الكاسح باستخدام الفيلة والفرسان.
بداية المعركة كانت لصالح بابر، الذي تمكن مدفعيه من إحداث خسائر في صفوف جنود اللودهیين. لكن، على غير المتوقع، قام السلطان إبراهيم بعملية التفاف جريئة قادها بنفسه على الجناح الأيسر لبابر، مدعومًا بأكثر من 300 فيل حربي اخترقت خطوط العربات.
تراجع جيش بابر تحت ضغط الهجوم المتواصل، وانهار نظامه الدفاعي بعد سقوط قياداته الأمامية. أُصيب بابر في المعركة وأُسر لاحقًا، مما أدى إلى نهاية حملته على الهند.

## النتائج
- انتصار كامل لسلطنة دلهي، ونجاة الدولة اللودية من خطر الانهيار.
- أسر بابر ونفيه لاحقًا إلى بخارى حيث توفي سنة 1533.
- منع تأسيس الدولة المغولية، واستمرار الحكم الهندي المحلي دون تدخل أجنبي حتى نهاية القرن 16.
- استغل السلطان إبراهيم هذا الانتصار لتعزيز سلطته، وأعاد تنظيم الدولة، مما أدى إلى دخول السلطنة عصرها الذهبي الثاني.

## الأثر على التاريخ الهندي
أدى فشل بابر إلى غياب الإمبراطورية المغولية من التاريخ الهندي، وظهور قوى بديلة في الدكن والبنغال. كما تأخر إدخال المدفعية الميدانية الحديثة في المعارك الهندية قرابة خمسين سنة.
شهدت سلطنة دلهي توسعًا سياسيًا واقتصاديًا في عهد السلطان إبراهيم بعد المعركة، واستمرت قائمة حتى أوائل القرن 17، حين ظهرت تحالفات جديدة من الممالك الهندوسية جنوبًا.

## في الثقافة
- يُعتبر الانتصار في باتيالا رمزًا قوميًّا في التاريخ البديل للهند.
- ظهرت المعركة في عدة روايات بديلة وتاريخيات خيالية.
- يتم تدريس المعركة في المدارس ضمن وحدة "الانتصارات الهندية الحاسمة".